# Ваља Сеака (Николаје Балческу)
Ваља Сеака (рум. Valea Seacă) насеље је у Румунији у округу Бакау у општини Николаје Балческу. Oпштина се налази на надморској висини од 229 m.

## Становништво
Према подацима из 2002. године у насељу је живело 2781 становника.

### Попис2002.
| Расподела становништва по националности 2002.‍ | Расподела становништва по националности 2002.‍ | Расподела становништва по националности 2002.‍ | Расподела становништва по националности 2002.‍ | Расподела становништва по националности 2002.‍ |
| --------------------------------------------- | --------------------------------------------- | --------------------------------------------- | --------------------------------------------- | --------------------------------------------- |
|                                               |                                               |                                               |                                               |                                               |
| Румуни                                        | Румуни                                        |                                               | 1.923                                         | 69,2%                                         |
| Роми                                          | Роми                                          |                                               | 854                                           | 30,8%                                         |